# Црква Светих Кирила и Методија (Вис)
Црква Светих Кирила и Методија је била црква Српске православне цркве на Вису саграђена је 1933. године а срушена 1963. Припадала је Далматинској епархији.
Храм је био српско-византијског стила, по пројекту архитекте Момира Коруновића. Имао је једну куполу, с развијеним уписаним крстом, са звоником на југозападном дијелу прочеља. Поред обиљежја српско-византијске архитектуре, Коруновић је храму додао и мање елементе готичких и ренесансних утицаја, заступљене у приморским градовима.

## Покрет Хрвата за прелазак у православље
Након Првог свјетског рата и настанка Краљевине Југославије, на Вису се појавио покрет римокатолика, који су без мисионарских залагања СПЦ изразили жељу за повратак у православну вјеру. Њихови преци су углавном били православни Срби који су се ту живели, а касније су у доба католичких власти покатоличени. То су били потомци некадашњих Срба досељених из Србије из Смедерева, након пада Српске деспотовине. По томе се и једно мјесто на Вису тада звало Смедерево. Одржали су Скупштину на Вису 1925. на којој су донијели одлуку о повратку у православље. Угледни вишки домаћин и посљедњи предсједник православне црквене општине рекао је: „Нећемо да једном ногом стојимо на Вису, а другом у Риму (Ватикану, прим. аут.) – природније је: једном ногом на Вису, а другом у Београду”. Један од ставова ове православне заједнице био је и: „Хоћемо да у свему будемо своји. Када је народна држава – нека је народна Црква. Е, зато смо пригрлили свето Православље!”.
Да би се схватила жеља мјештана острва Виса за народном Црквом, ваља објаснити и сам појам.
Шта означава народна Црква? Означава самосталну црквену организацију, са својом црквеном влашћу из народа и у народу; са народним свештенством, народним језиком и народним обичајним изразом своје вере. Насупрот таквој народној Цркви стоји ненародна или интернационална, са централом изван народа, са свештенством одасвуда, са туђим језиком и са уједначеним и униформисаним изразом вере. Шта је природније и корисније? Несумњиво народна Црква. Она има своје оправдање у Јеванђељу. Сам Спаситељ је заповедио апостолима Својим: Идите и научите све народе (Мат. 28,19). Тим речима Он је називао народе као природне јединице Своје Васељенске Цркве. И када је послао Духа Светог на апостоле, они су почели говорити разним језицима свију народа: Парћана, Миђана и Египћана и Римљана и Арапа и свих осталих. И кад су апостоли постављали старешине цркве у једном народу, они су се трудили да их узимају из тог народа. Отуда је и Савина народна Црква јеванђелска и апостолска. Такву народну Цркву желио је одувек сваки хришћански народ под сунцем. Но ни до данашњег дана многи хришћански народи нису успели да имају своју самосталну народну цркву…— Свети Николај Жички и Охридски
Стјепан Роца, римокатолик који је прешао у православље, истицао је да је Католичка Црква у Хрвата увијек била погодни инструмент за спровођење страних утицаја и да је гушила изворне народне стваралачке замахе. Ватикан је фаворизовао латински као литургијски језик, гушећи глагољицу, и истовремено прогањајући свећенике који су служили мису на разумљивом, народном језику. С друге стране, православни апологет истиче: „док се по читавој Истри по нашим црквама не чује наш језик, дотле се у српско-православној цркви у Трсту, Задру и Ријеци и Пероју чује наша класична старославенштина“.

## Утемељење парохије
Српска православна парохија на Вису службено је утемељена 1. јула 1926. године, што видимо из службеног прогласа у којем стоји: Заступник Министра вера, Господин Министар просвете одлуком својом од 1. јула 1926. године изволио је одлучити да се на острву Вису (срез хварски) образује српско – православна парохија, коју сачињавају села: Кути са 34 дома и душа 123, Смедерево са 24 дома и душа 61, Лука са 10 домова и душа 27, Мала Банда са 18 домова и душа 44.
Први парох у Вису био је сплитски прота Сергије Урукало, да би крајем 1926. године, на темељу расписаног конкурса, био именован и први вишки парох Станко Ивановић, ректор Цетињске богословије у пензији. Будући да је он умро већ у октобру 1927, новим парохом је 1928. именован Стеван Јавор, гимназијски вјероучитељ из Шибеника. Њега ће 1939. наслиједити Данило Букоровић.

## Изградња и освећење храма
разгледница Виса из 1935. године на којој се види српски православни храм Св. Кирила и Методија, лијево, на тргу]]Свете литургије су се најприје одржавале у капели која је била уређена у коноби (подруму) куће Драгошевића, близу општинске зграде. Због тога је крајем 1931. године вишка православна црквена општина покренула акцију за градњу храма. Ту је кључну улогу одиграо начелник Руљанчић који је, у име вишке управе, бесплатно уступио земљиште за храм у средишту мјеста, на предјелу Равница. Православни храм је грађен током 1932. и 1933. године. Објекат је својим положајем и величином доминирао у визури тадашњег Виса. Укупна цијена градње била је 500.000 тадашњих динара, а средства су се скупљала по читавој Југославији. Градњу је у великој мјери финансирало Друштво Кнегиње Љубице из Београда, а прилоге је дало и локално становништво.
Храм је свечано освештан 12. новембра 1933. године, а за заштитнике храма симболично су проглашени „словенски апостоли“ св. Ћирило и Методије, што је имало конотацију повезивања два словенска народа (исто име носи католичка Црква Светих Ћирила и Методија на Чукарици, саграђена 1929. године, такође за владавине краља Александра). Новине су писале да је освећењу присуствовало више од шест хиљада људи. Паробродом „Карађорђе” стигло је из Шибеника више од 1200 православних верника, међу којима око 300 излетника из Београда, Загреба и Новог Сада као и шибенска градска музика. Паробродом „Раб” дошло је из Сплита још више од 500 верника. Храм је освештао владика далматински Иринеј уз саслужење владике мостарског (захумско-херцеговачког) Симеона, 3 ђакона и 37 православних свештеника. Приликом освећења храма, за свештеника је рукоположен један млади Вишанин који је исте године завршио богословију у Битољу (три су Вишанина током 20. вијека постали православни свештеници). За вријеме литургије пјевало је друштво „Шумадија” из Сплита. Послије освећења, шибенска музика прошла је кроз главне улице Виса, свирајући разне националне маршеве, црквена општина приредила је свечани банкет, коме је присуствовало триста званица, а на пространом тргу пред храмом било је народно весеље. Цијело острво Вис било је искићено југословенским заставама. Посвета је прошла у свечаној атмосфери без икаквих инцидената.

## Инцидент с Чесима
У другој половини тридесетих све се више заоштравала политичка ситуација и национално питање у тадашњој Југославији, а то је утицало и на односе на локалном, вишком, нивоу. За православне Вишане наступило је много неповољније вријеме након што је ХСС 1936. године преузео вишку општину, увјерљиво побиједивши режимски ЈНС са 62% према 38% гласова и освојивши чак 21 од укупно 24 одборничка мјеста у вишкој општини. Нови градоначелник је постао адвокат Иванко Фаролфи (1892-1945), члан вођства вишког ХСС-а још из доба Стјепана Радића. Та побједа је била потпуни отклон од политичке структуре која је доминирала у Вису још од стварања заједничке државе.
Већ сљедеће године, догодио се инцидент. Делегација Чешке православне цркве од 153 особе предвођене владиком Гораздом Павликом и тројицом свештеника, у љето је требала посјетити Вис у склопу обиласка Југославије. Чешки православни поклоници, предвођени својим епископом, претходно су посјетили манастир Раваницу, гдје су се причестили на гробу светог кнеза Лазара. Након обиласка Београда, разгледања Опленца, група се преко Сарајева упутила на Јадран. Чеси су 11. јула 1937. године унајмљеним паробродом „Босна” од Метковића, преко Сплита, дошли до Виса.
За дочек је био задужен проф. др Душан Глумац, који је на Вису био с групом студената Православног богословског факултета. У знак добродошлице звонила су звона православног храма, а хор београдских студената пјевао је православне црквене пјесме. Међутим, на дојаву из Сплита, у окупљеној маси свијета појавила се, ријечима проф. Глумца, „нахушкана потплаћена непријатељска руља факина (носача) руковођена већ са познатим мачековским адвокатом Фаролфијем и проф. Замберлином, члановима клерикалне Пучке банке“ и спријечила пристанак брода. Они су брод гађали парадајзима, јајима и камењем, а затим пресјекли конопце. Пријетили су моткама и узвикивали пароле: „Доље брадоње!”, „Доље влашки попови!”, „Доље ћирилица!”, „Живила независна Хрватска!”. Демонстрантима су давали подршку дон Паво Томић, вишки католички жупник, и још неколико свештеника; он и његов комишки колега Динко Јерковић оптужени су за подстицање нереда, али је процес завршио у застари и без осуда.
Чак су претукли и гурнули у море лучког радника Ненада Балића пок. Илије, који је требао да осигура искрцавање путника. За физички напад су оптужени Петар Војковић, Павао Житко и Бранко Шушков. На суђењу у Сплиту двије године касније, оптужбе су одбачене, јер се није могло доказати ко је из масе учествовао у нападу. Војковић је у вријеме суђења био општински секретар Виса.
Присутан је био и срески начелник с четом жандара, али „растеривање букача жандарским палицама“ није довело до пристајања брода. Капетан брода покушао је да оплови острво и људе искрца на другој страни, у Комижи, али је и тамо дошло до нереда. Чеси су се вратили у Сплит. На крају је нападнут и проф. Глумац, на ког је бачена кригла док је пролазио поред кафане „Хрватски дом“, у којој су изгредници сједјели и пили пиво са среским начелником. Студенти Православног богословног факултета дружење с браћом Чесима наставили су у манастиру Савина.
Кнез Павле Карађорђевић је упознат с инцидентом, а срески начелник се правдао да су православни излетници растурали антиконкордатске летке. Како су међунационални односи у читавој држави већ били врло заоштрени (то је вријеме Конкордатске кризе), новине о овом догађају уопште нису писале.

## Предратне године
Вис, под потпуном контролом ХСС-ове власти, године 1938. посјетио је Влатко Мачек. Организован је велики слет хрватског клуба „Јунак“ под хрватским заставама, и то на Равници, испред православне цркве. На Видовдан исте године, омладина је на цркву у предјелу Кут објесила црну заставу. С друге стране, покушај СПЦ-а да од општине купи кућу за свештеников стан вишка власт је у потпуности бојкотовала и радије ју је била спремна даровати установи за сиротињу. Сљедећег љета (1939) југословенски клуб „Сокол“ покушао је организовати свој редовни слет, али је уочи приредбе у ноћи преорана читава Равница на којој је требало да се одржи манифестација.
По проглашењу Бановине Хрватске, општа атмосфера у Вису, тада изразито ХСС-овској средини, постала је врло неугодна за некадашње прорежимске политичаре и њихове присталице. То је видљиво из седмичних извјештаја Среске (котарске) испоставе Вис упућених у Загреб, посебно у извјештајима писаних током септембра и октобра 1939. године, непосредно по проглашењу Бановине. Тако се у извјештају за раздобље од 24. до 30. септембра помиње физички напад на капелника соколске музике, а 1. октобра од непознатих лица је нападнут и претучен бивши начелник Иван Руљанчић. Њему се, осим самог вођења православног покрета у Вису, замјерало то што је лоше водио финансијско стање општине те што је прогонио и малтретирао политичке противнике који су се сада у Вису налазили на власти. О потпуној промјени политичке климе у мјесту рјечито говори закључак извјештаја: „Они који су се истицали у соколском друштву и ранијим режимима, не излазе на улицу послије сумрака“.
На изборима за општинску управу у мају 1940. године, ХСС је још увјерљивије побиједио него 1936. године, тако да се режимска опција ЈНС-а сасвим пасивизирала, па је дио њених млађих припадника тада приступио илегалној Комунистичкој партији Југославије.
До избијања Другог свјетског рата, осипање међу православцима на Вису било је више него очито. Након што су остали без сваког политичког утицаја у Вису, полако су остајали и без својих посљедњих упоришта у неколико организација. Тако су у новембру 1939. године остали без превласти у Југословенском друштву „Зора“, након масовног уласка у чланство присталица ХСС-а. Такође, потпуно се осуло чланство „Сокола“, који је спао на тек двадесетак активних припадника. 

## Други свјетски рат
Посљедња служба у храму одржана је у новембру 1941. године, након чега је италијански окупатор премјестио пароха Букоровића у Задар, гдје ће погинути током једног од савезничких бомбардовања. По капитулацији Италије у августу 1943. године, контролу над острвом преузели су партизани, потпомогнути савезницима Енглезима и Американцима. Почетком 1944. године, Вис је бомбардован од стране нациста, када је храм претрпио оштећења. Првих мјесеци исте године, храм је више пута отваран за вршење обреда, због православних вјерника придошлих на оток као партизани или избјеглице из Далмације. По доласку на Вис Врховног штаба НОВ и ПОЈ, неборачко становништво с Виса и пристигле избјеглице евакуисани су у логор Ел Шат на Синајском полуострву (Египат). Успутна станица био је Бари, гдје су затечени боррци ЈВуО. Вишки православци су напустили збјег и прикључили се четницима. Расељени су у државе широм америчког континента.

## Рушење храма
Православаца је крајем рата остало врло мало на Вису, и даље на челу с Иваном Руљанчићем. Многи су били активни у партизанском покрету. У Сплиту су партизани 1944. године, због сарадње с четницима, стријељали проту Сергија Урукала. Због сложених поратних околности, нови православни свештеник није именован. Оштећена и запуштена православна црква, без врата, наставила је да пропада. Свети архијерејски синод СПЦ писао је 1. септембра 1947. године Комисији за вјерска питања да су их чланови Црквене општине с Виса обавијестили о намјери власти да поруше храм и да на његовом мјесту подигну партизански споменик. Иван Руљанчић је покушао да окупи преостале православце и уложи жалбу Јосипу Брозу Титу лично, а у томе се посебно ослањао на породице чији су чланови настрадали у Народноослободилачкој борби. Замисао уклањања објекта заустављена је на неко вријеме. Руљанчић је умро 1953. године, тако да није дочекао рушење десет година касније. Владика Никанор је 1948. за привременог вршиоца дужности пароха на Вису одредио јереја Марка Плавшу, пароха из Сплита.
Народни одбор општине Вис упутио је августа 1959. године допис Комисији за вјерска питања, у којем се тражи рушење храма. Том приликом је изнесен податак да је од 310 православаца с Виса пред почетак Другог свјетског рата, њих 106 умрло, 30 се вратило на римокатоличку вјеру, 65 иселило и 28 напустило вјеру, тако да је свеукупно преостао 81 православац, а од тог броја је само 15 активно у цркви, док се остали сматрају пасивним вјерницима. За рушење је требало добити сагласност Српске православне цркве, али се епископ далматински Стефан томе противио, наводећи да је конструкција добро очувана и да би се храм могао поправити.
До нових преговора дошло је 1963. године, када је Мићо Житко, предсједник општине Вис, боравио у Шибенику код епископа Стефана. Епископ је на крају пристао на рушење, уз новчану надокнаду од 12 милиона динара и дозволу за обнову цркве у Книну, потпуно срушене током Другог свјетског рата, коју су власти до тада одбијале издати. Храм је порушен у јесен 1963. године, у склопу припрема за прославу 20-годишњице Титовог доласка на Вис, која је услиједила у септембру сљедеће године. Звона и дио материјала пренесени су у Книн. На мјесту срушеног храма у граду Вису засађен је парк палми, док је у близини подигнут споменик с ријечима „Туђе нећемо – своје не дамо” из Титовог говора. Дио материјала порушеног храма уграђен је у градско шеталиште, а добар дио је утрошен на изградњу споменика.